# 弗兰克·比西埃
弗兰克·比西埃（法語：Franck Bussière，1975年8月13日—），法国男子赛艇运动员。他曾代表法国参加世界赛艇锦标赛，获得二枚金牌和一枚铜牌，均来自男子轻量级八人单桨有舵手项目。